# Федунка (зупинний пункт)
Феду́нка — пасажирський залізничний зупинний пункт Полтавської дирекції Південної залізниці на електрифікованій лінії Ромодан — Полтава-Південна між станціями Яреськи та Сагайдак. Розташований за 1 км на північ від села Федунка Миргородського району Полтавської області.

## Історія
Роз'їзд Федунка відкритий 1936 року. 
Станом на початок 2000-х років роз'їзд був триколійним. У будівлі посту ЕЦ була обладнана квиткова каса. 
У 2001 році колії роз'їзду та суміжних перегонів були електрифіковані змінним струмом (~25 кВ). 
У 2014 році, через необхідність підвищення пропускної спроможності напрямку Полтава — Київ, були побудовані та електрифіковані другі колії на перегоні Яреськи — Федунка — Сагайдак. 
У 2015 році роз'їзд був переведений до категорії зупинного пункту. Бічна колія була демонтована, споруджені дві нові низькі пасажирські платформи.

## Пасажирське сполучення
На зупинному пункті Федунка  зупиняються приміські електропоїзди, що прямують за напрямком Гребінка — Ромодан — Полтава.